# Panarabismo

Bandera de la Revuelta Árabe con los colores típicos del panarabismo

El panarabismo (en lengua árabe: وحدة عربية) es una ideología política perteneciente al ámbito del nacionalismo árabe que propone que todos los pueblos árabes sin exclusión, tanto de Asia como de África, conforman una única nación y que deben por tanto caminar hacia su unidad política.[cita requerida]
A mediados de los años sesenta, y con el egipcio Gamal Abdel Nasser como principal cabeza visible, el nacionalismo árabe llegó a ser un planteamiento político asentado en la gran mayoría de los países del Magreb y de Oriente Próximo. Ayudado en ocasiones por la Unión Soviética, el sentimiento de unidad árabe, muy vinculado al de revolución social en algunos casos, cobró relevancia internacional al ser Nasser uno de los líderes destacados del movimiento de los no alineados.

## Bases ideológicas

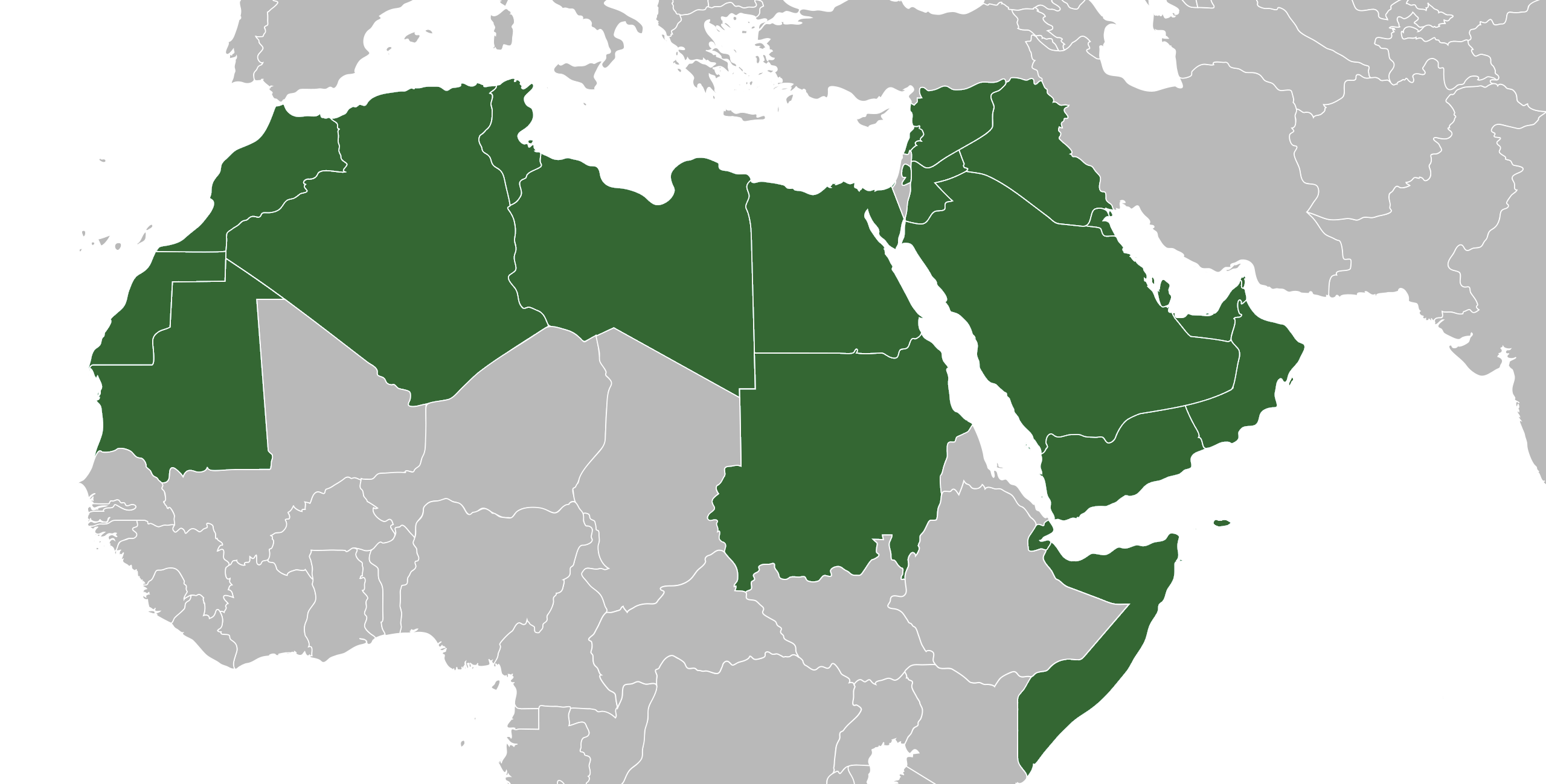
Países considerados como árabes

Desde finales de la década de 1940 el nacionalismo popular fue tomando unos rasgos que acabarían por ser definitorios y diferenciadores del nacionalismo árabe; adquirió notable importancia la idea de “Tercer Mundo”, de los países en vías de desarrollo que trataban de no ser absorbidos bajo la órbita de ninguno de los dos bloques (la OTAN y el Pacto de Varsovia).
Un segundo rasgo característico fue la idea de unidad política entre los árabes. Los países recién independizados tenían suficientes elementos comunes (históricos, culturales, económicos, sociales, etc.) como para que pudieran forjar una unión mucho más estrecha entre ellos. Esta unidad les proporcionaría, según sus líderes, no solo un mayor grado de poder colectivo, sino que lograría la unidad moral entre el pueblo y el gobierno.
A estos elementos se sumaba otro: el socialismo; la creciente influencia de esta idea era, en parte, un reflejo de lo que ocurría en el mundo. Concretamente se manifestó en la articulación de las ideas marxistas desde un punto de vista árabe y se materializó en el control de todos los recursos por parte del Estado, para intentar así beneficiar al conjunto de la población. 
En los países donde el baazismo o el nasserismo (las dos principales corrientes políticas que defendieron los principios del nacionalismo árabe) llegaron al poder, esos principios descritos se concretarán principalmente en las siguientes medidas:
- Reivindicación de la unificación del mundo árabe en un único Estado.
- Nacionalización de las empresas extranjeras y reforma agraria.
- Desarrollo de servicios públicos (sanidad y educación principalmente) de calidad al alcance de todo el pueblo, búsqueda de la eliminación de la miseria.

## Historia

### Orígenes del panarabismo

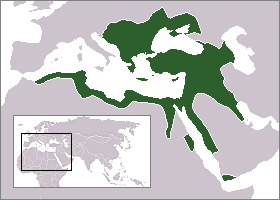
El Imperio otomano en su máxima extensión.

Extensión del Idioma árabe.

Estados que conforman la Liga Árabe.

Bandera de la República Árabe Unida.

El panarabismo surgió en la década de 1930 y ha tenido que competir en la escena política con otras dos ideologías identitarias: el panislamismo (que considera que lo sustantivo en materia de identidad es la pertenencia a la fe islámica) y los nacionalismos locales de los distintos Estados árabes. La identidad panislámica tuvo mucha fuerza a principios del siglo XX,[cita requerida] cuando en muchos Estados musulmanes, y sobre todo árabes, se discutía acerca de una nueva organización política y territorial tras el desmembramiento del Imperio otomano. 
El panarabismo, fundado en gran medida por árabes cristianos, como Michel Aflaq de nacionalidad 
siria y católico greco-ortodoxo de religión, tuvo su auge entre las décadas de 1940 y la de 1970. Fue la época en la que se formó el Partido Baaz (luego dividido en varias ramas locales enfrentadas), que tomó el poder en Siria e Irak, y también la época de Gamal Abdel Nasser, líder egipcio que convulsionó la política árabe de su tiempo hasta el punto que a veces se habla de nasserismo como sinónimo de nacionalismo árabe.
Para entender los orígenes del panarabismo hay que remontarse a la caída del Imperio otomano.[cita requerida] Desde entonces gobernaban en la mayoría del mundo árabe, monarcas que se habían educado en las antiguas metrópolis, se rodeaban de consejeros occidentales e imitaban el estilo de vida occidental.
Tras la Segunda Guerra Mundial, la creación del Estado de Israel en 1948 fue entendida en el mundo árabe como una traición de las naciones occidentales. Esto originó una reacción de protesta en parte del mundo árabe, dando lugar a que varios gobernantes de países árabes de la zona se pusieran de acuerdo para 
atacar el recién fundado Israel con el objetivo último de evitar la partición del territorio de la Palestina histórica en función de fronteras étnicas y confesionales.
El fracaso de los países árabes en esta guerra contra Israel puso de manifiesto la incapacidad de la élite gubernamental y la debilidad de sus gobiernos. Estallaron revueltas en distintos países de la zona, siendo la más importante la liderada por Gamal Abdel Nasser, que terminó tomando el poder en Egipto en 1952.
En un principio, la Revolución Egipcia no traspasó sus propias fronteras, hizo falta la intervención de las antiguas potencias coloniales para avivar la llama del panarabismo en el resto del mundo árabe.

### Guerra de Suez: el auge del panarabismo
Una de las medidas más polémicas tomadas por Nasser fue la nacionalización del Canal de Suez en 1956. Este hecho provocó la decisión de Francia y el Reino Unido de intervenir militarmente para asegurarse el control del estratégico canal. Esta intervención se realizó sin consultar a los Estados Unidos, pues recién acabada la Segunda Guerra Mundial las antiguas metrópolis se tenían a sí mismas en cierta consideración.
Las tropas británicas, israelíes y francesas se desplegaron en la zona y lograron una serie de importantes victorias.
Sin embargo, la presión de la Guerra Fría, hizo que en el gobierno estadounidense considerara que una guerra de invasión de las potencias occidentales a un país tan importante en la zona como Egipto, haría a todo el mundo árabe decantarse hacia el bloque soviético. Estados Unidos presionó y terminó logrando que franceses y británicos retiraran las tropas de Suez.
Este hecho se transmitió a la población árabe como una increíble victoria del nasserismo, pues por primera vez en varias décadas un líder árabe se enfrentaba a las potencias occidentales y conseguía hacer retroceder a estas. Las revueltas contra los monarcas más relacionados con Occidente aumentaron, y terminaron tomando el poder en países como Siria, Irak o Arabia Saudí. 
Este fue el momento de máximo esplendor para el panarabismo, en el cual debido al apoyo popular del que disponía, se propuso lograr el objetivo de unificar la Nación Árabe. Se hicieron varios intentos de unión de países árabes que acabaron en fracaso, el más importante de los cuales fue la República Árabe Unida.

### Guerra de los Seis Días: el declive
La figura de Nasser estaba sometida a múltiples presiones: en tanto que líder carismático tenía sobre sus hombros la exigencia del mundo árabe de acabar con el problema palestino, lo que para algunos sectores implicaba desatar un enfrentamiento armado con Israel. Por otro lado, los dirigentes israelíes percibían como un peligro que Nasser pudiera unir a los atomizados países árabes de la zona bajo una estructura estatal única, y también que pudiera convertirse en un nuevo Atatürk,[cita requerida] por lo que algunos sectores propugnaban buscar el enfrentamiento armado y derrotarle, para provocar su caída. Estas tensiones llevaron en 1967 a la guerra de los Seis Días, sobre cuyos desencadenantes hay diversas interpretaciones. Esta guerra fue en cualquier caso un fracaso para el bando árabe (formado por Egipto, Siria y Jordania) que fue obligado a rendirse sufriendo grandes pérdidas.
Esta derrota marcó el final del panarabismo,[cita requerida] pues la población árabe se sintió tan defraudada por los resultados de la guerra, como lo estuvo en la de 1948, y al igual que entonces la opinión pública se radicalizó, esta vez alrededor de movimientos islamistas.[cita requerida]

### Situación actual
El régimen inaugurado en Libia por Muammar al-Gaddafi en 1969 fue también panarabista (aunque tardíamente) e intentó la unión con Egipto, más tarde con Túnez y finalmente con Marruecos, hasta que fue derrocado en la Guerra de Libia de 2011 tras las sublevaciones contra el mandatario en la Primavera Árabe. El panarabismo subsiste hoy como ideología oficial en Siria,[cita requerida] pero en términos generales, ha sido sustituido por los nacionalismos locales y por un resurgir, cada día más importante del panislamismo de la mano de los grupos islamistas.
Los ejemplos más recientes son el auge de los Hermanos Musulmanes en Egipto, la influencia de la comunidad chií durante la Guerra de Irak o el auge de Hamás en los Territorios Palestinos.

## Banderas

Bandera de la Rebelión Árabe.

Tradicionalmente, desde la Rebelión Árabe, los países árabes relacionados con el panarabismo han usado unos colores comunes en sus banderas simbolizando la nación árabe: blanco, negro, rojo y verde.
Esa combinación de colores representa la unión de los árabes de oriente a través de los colores de los tres grandes califatos que han marcado la historia de los pueblos árabes: El blanco fue utilizado por el Califato Omeya, el negro fue el color del Califato Abbasí, el verde fue el del estandarte utilizado en la época de los califas bien guiados y también por el Califato Fatimí mientras que el rojo simboliza la sangre de los mártires y también fue el color de la Dinastía Hachemí, conductores de la revuelta y nuevos unificadores de los árabes.
En la original bandera de la Rebelión Árabe, más adelante se cambió el orden de las franjas blanca y verde. El diseño ha sobrevivido en banderas como la de Egipto, Irak, Jordania, Palestina (idéntica esta última a la segunda versión de la original), Sahara Occidental, Siria, Sudán y Yemen, así como en la que fue el estandarte de Libia entre 1969 y 1977 y a partir de 2011.